# Мис Дюбузе
63°16′00″ пд. ш. 57°03′00″ зх. д. / 63.2667° пд. ш. 57.05° зх. д.

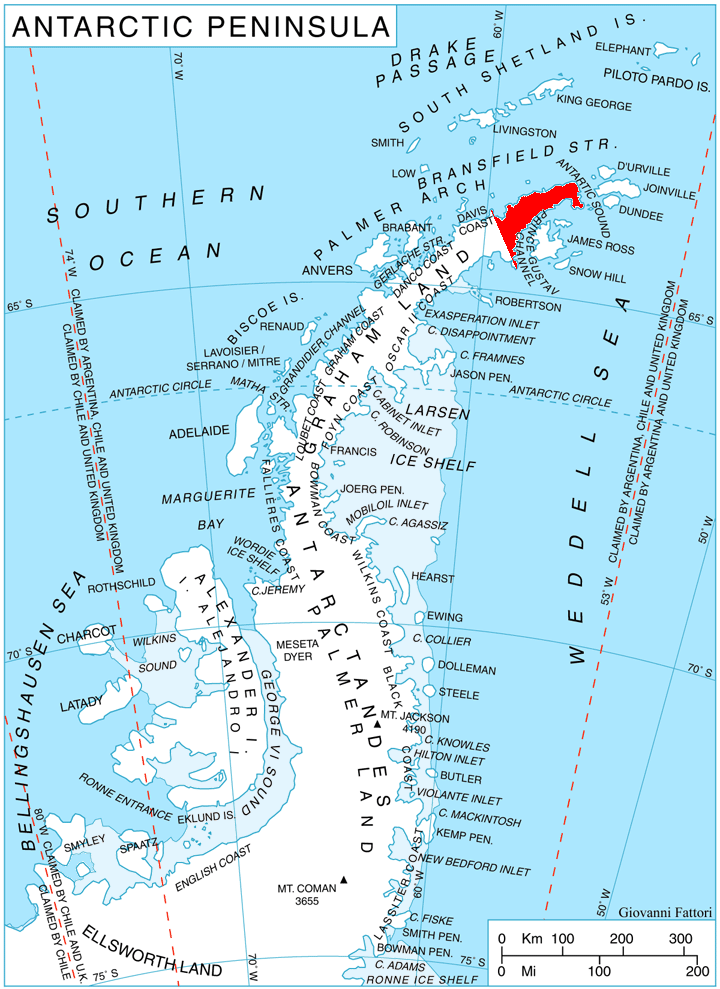
Розташування півострова Трініті.

Мис Дюбузе (англ. Cape Dubouzet; 63°16′ пд. ш. 57°3′ зх. д. / 63.267° пд. ш. 57.050° зх. д.) — мис, що позначає північно-східну кінцівку півострова Трініті та Антарктичного півострова. Розташований за 12 км на північний захід від мису Шеппард, за 2 км на північний схід від Вишеградського горба, за 14 км на схід-південний схід від Прайм-Хед, за 11 км на схід-південний схід від Сіффрі-Пойнт і 11,3 милі (18 км) на захід-південний захід від Арчибальд-Пойнт, острів Брансфілд.
Мис був нанесений на карту в 1838 році французькою експедицією під керівництвом капітана Жуля Дюмона д'Юрвіля, який назвав її на честь лейтенанта Жозефа Дюбузе з експедиційного корабля Zélée. Затверджена орфографічна форма встановлена вживанням.